# Historia de Mozambique
La historia de Mozambique se encuentra documentada por lo menos a partir del siglo X, ya que fue cuando Mozambique apareció por primera vez en los relatos de unos estudiosos viajeros y mercaderes árabes. Al-Masudi describió una importante actividad comercial entre las naciones de la región del golfo Pérsico y los zanj de la Bilad as Sofala, que incluía gran parte de la costa norte y centro del actual Mozambique. Buzurg Ibn Shahriyar cita en su libro Al aya'ib al-Hind (Maravillas de la India) varios relatos ubicados en Mozambique, describiendo el tipo de comercio que allí se practicaba.
No obstante, varios hallazgos arqueológicos permiten el estudio de la prehistoria del Mozambique (antes de la escritura). Probablemente el evento más importante de esa prehistoria haya sido el establecimiento en esa región de los pueblos bantúes que no sólo eran agricultores, sino que también introdujeron la metalurgia entre los siglos I y IV.
Según distintas fuentes, el marinero chino Zheng He visitó la región del canal de Mozambique a principios del siglo XV. La penetración portuguesa en Mozambique, iniciada en el siglo XVI, solo a partir de 1885 —con el reparto de África por las potencias europeas durante la Conferencia de Berlín— se transformó en una ocupación militar, es decir, en el sometimiento total de los estados allí existentes, lo que llevó durante los primeros años del siglo XX a una verdadera administración colonial.
Después de una guerra de liberación que duró alrededor de diez años, Mozambique se independizó en 25 de junio de 1975.

## Historia colonial

### La llegada de los portugueses

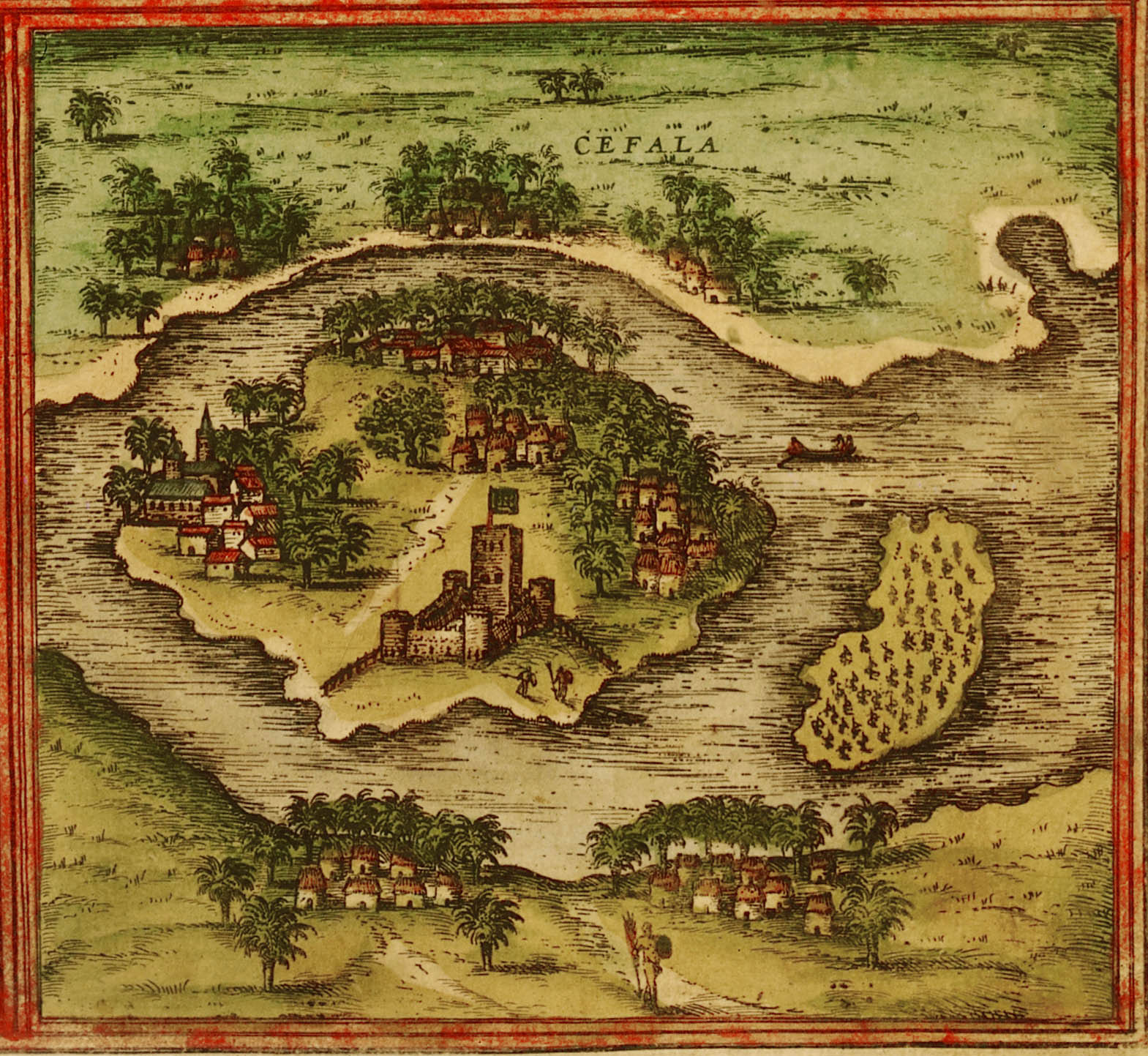
La ciudad de Sofala en 1572.

Cuando Vasco da Gama llegó por primera vez a Mozambique, en 1497, ya existían plazas comerciales árabes y una gran parte de la población se había adherido al islam. La mayor parte de la población hablaba lenguas bantúes principalmente del grupo bantú meridional. Los mercadores portugueses, apoyados en ejércitos privados, se fueron infiltrando en el imperio de los mwenemutapas, unas veces firmando acuerdos, otras veces forzándolos.
En 1530 fue fundada la provincia portuguesa de Sena, en 1537 la de Tete, en el río Zambeze, y en 1544 la de Quelimane, en la costa del océano Índico, adueñándose de las rutas entre las minas y el océano.
En 1607 obtuvieron del rey la concesión de todas las minas de oro de su territorio. En 1627, el mwenemutapa Capranzina, hostil hacia los portugueses, fue depuesto y sustituido por su tío Mavura; como lo bautizaron los portugueses, declarándose vasallo de Portugal.
Los mwenemutapas reinaron hasta finales del siglo XVII, ya que fueron reemplazados por la dinastía de los ghangamiras, otro grupo shona que dominaba el reino Butua, contribuyendo así para la extensión territorial del Imperio. Las relaciones de los changamiras con los portugueses tuvieron altos y bajos, pero en 1693 hubo un levantamiento armado en que los soldados portugueses que residían en la capital fueron expulsados, varias iglesias fueron destruidas y se le impidió a los colonos portugueses, durante algún tiempo, el acceso al oro y al comercio con los reinos indígenas.

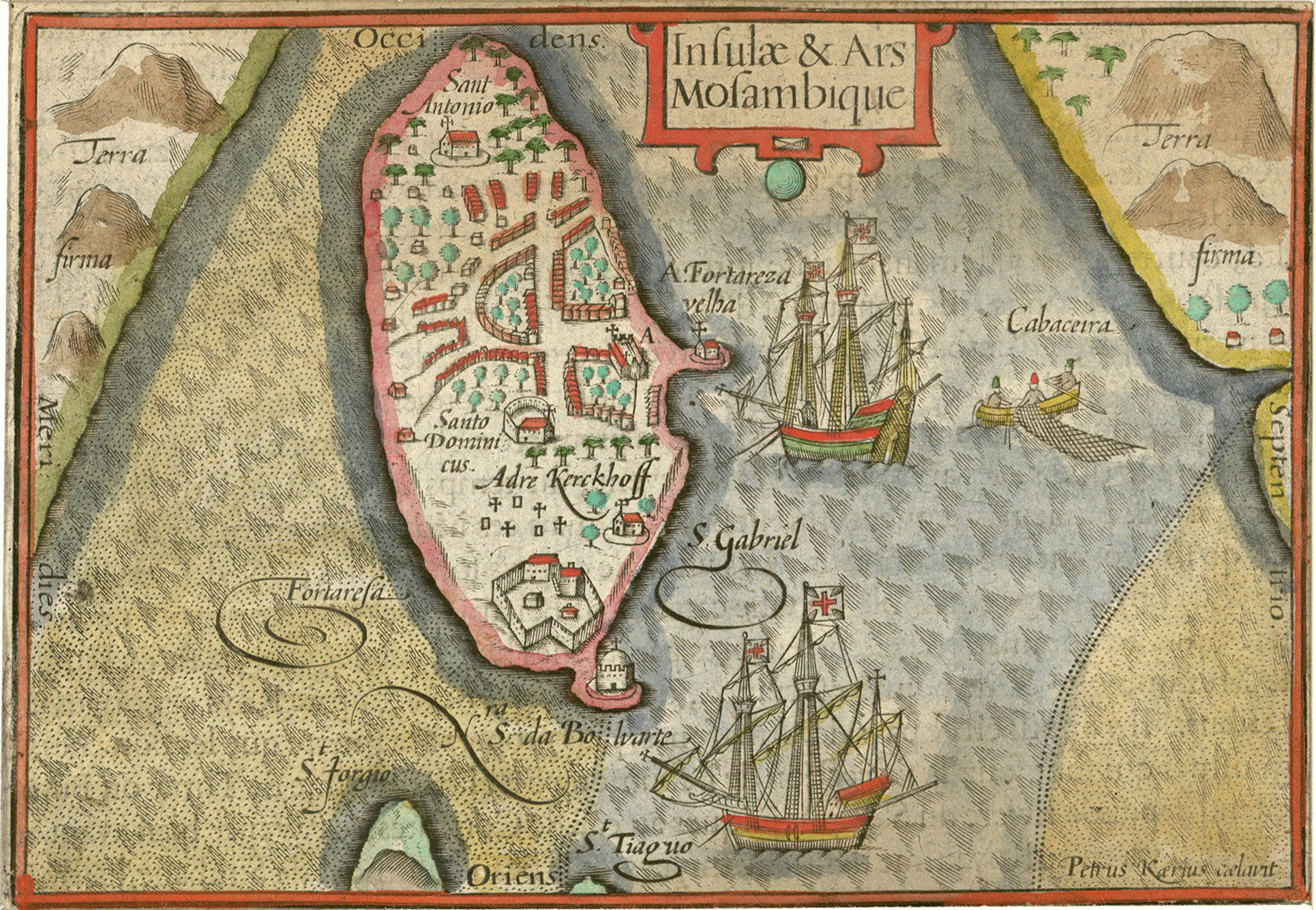
Grabado de Mozambique realizado en 1598.

Por aquella época, sin embargo, los portugueses controlaban el valle del Zambezi y comenzaban a interesarse más por el marfil, empresa que los condujo a realizar acuerdos con los estados marave. El Imperio mwenemutapa, con mucho menos poder económico que antes, se mantuvo hasta mediados del siglo XIX, cuando fue desmembrado por los Estados Militares que se formaron como resistencia ante los prazeiros de la administración portuguesa.
Finalmente, la administración colonial portuguesa y británica en África terminó con el poder político de los jefes entonces existentes.

### Los reinos Marave
Los Estados Marave fueron un conjunto de pequeños reinos formados en el margen norte del río Zambeze que ganaron importancia en la historia de la penetración portuguesa en esta región.
El origen del nombre es desconocido, pero aparece en textos antiguos  aún hoy está asociado al de un distrito de la provincia de Tete, en Maravia. El nombre fue utilizado con referencia al establecimiento en esta región entre 1200 y 1400 de un pueblo cuyo clan dominante, denominado Phiri, pasó a ser el clan dominante por medio de alianzas con los linajes locales. Recientemente, Rita Ferreira utilizó esta designación para el conjunto de tribus allí existente. Aunque el nombre Marave, también se atribuye al militar conquistador bajo bandera portuguesa, de Pedro de Marave, descendiente de los bávaros Hohenstaufen, quien fue dotado de títulos y poderes de explotación de los recursos, bien materiales o personales. Hoy en día el apellido Marave se encuentra en España.
Una característica importante es que todos los pueblos de la región, si bien presentan hoy una gran diversidad lingüística (del grupo bantú sur-central, de las familias ciNyanja, ciYao e eMakuwa) tienen una organización social matrilineal, es decir que la transmisión de los podres «mágicos» y de la propiedad —del propio poder— se da en virtud del matrimonio con una mujer del linaje que lo detente.
Los phiri habrán utilizado ese poder para expandir sus dominios y, más tarde, los prazeiros portugueses hicieron lo mismo.

### Losprazos

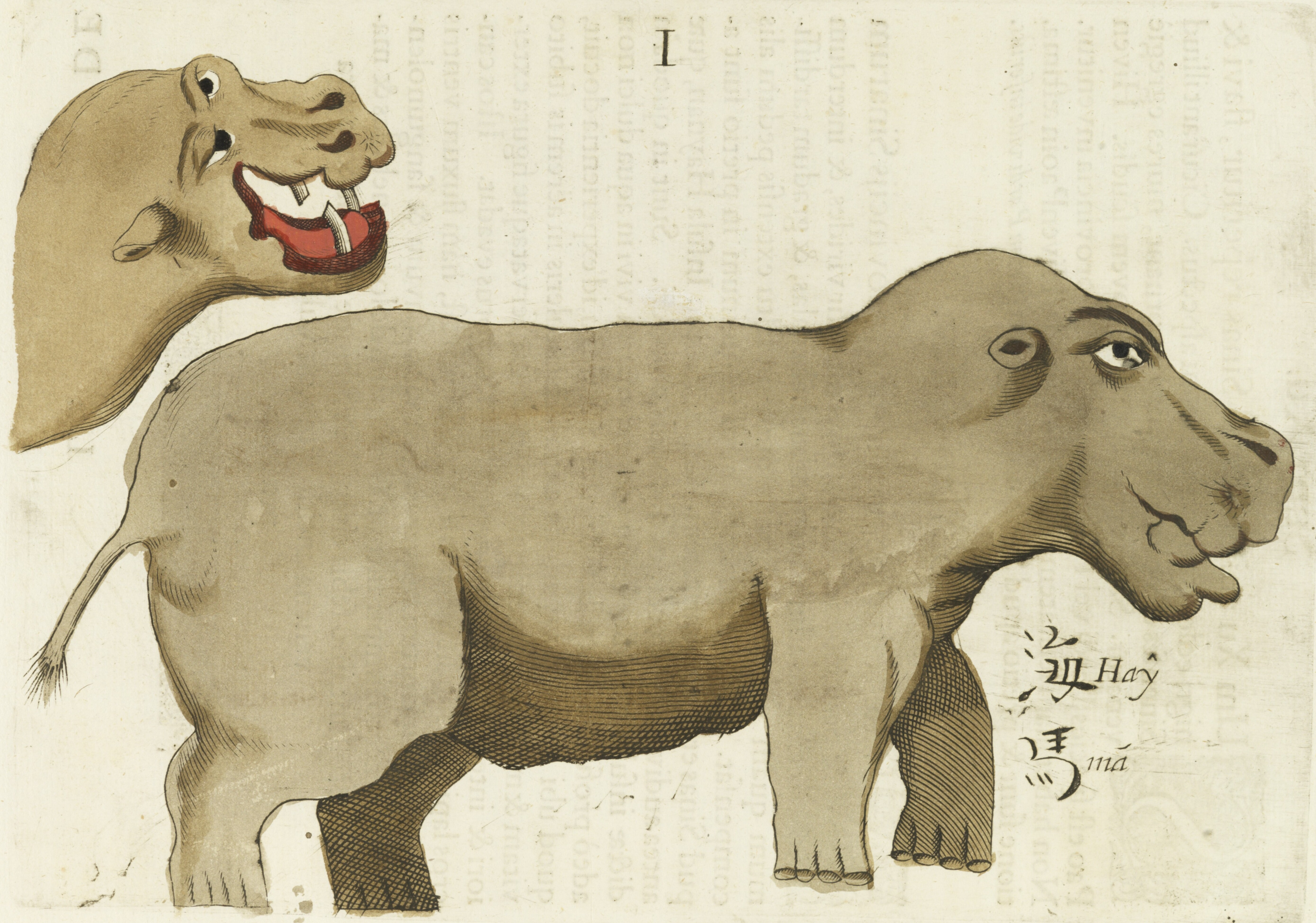
Hipopótamos en Mozambique, dibujados por el jesuita Michał Boym hacia 1643.

Alrededor de 1600, Portugal comenzó a enviar colonos a Mozambique, muchos de origen indio, que querían establecerse en aquel territorio. Esos colonos, muchas veces se casaban con las hijas de jefes locales y establecían linajes que, gracias al comercio y la agricultura, se volvían poderosos.
A mediados del siglo XVII, el gobierno portugués decidió que las tierras ocupadas por portugueses en Mozambique pertenecerían a la corona, de modo que los colonos ahora debían arrendarlas por plazos (prazos en portugués) que eran definidos por tres generaciones y transmitidos por vía materna. Esta tentativa de asegurar la soberanía en la reciente colonia, no fue muy exitosa porque, de hecho, los muzungos y las donas —palabras para designar a los patrones blancos— ya tenían bastante poder, inclusive poder militar, con sus ejércitos de xicundas, y muchas veces se oponían a la administración colonial, que era obligada a responder igualmente por la fuerza de las armas.
Estos señores feudales no sólo dejaban de pagar el arrendamiento al estado portugués, sino que organizaron un sistema de cobrar el mussoco (un impuesto individual en especie, debido por todos los hombres capaces, mayores de 16 años), a los campesinos que cultivaban sus tierras. Además de eso, explotaban las minas de oro, marfil y esclavos, que cambiaban por textiles y bagatelas provenientes de la India y de Lisboa. Hasta 1850, Cuba fue el principal destino de los esclavos provenientes de Zambezia.
En 1870, era sólo en Quelimane (sin conseguir penetrar en el “Estado de Maganja de la Costa) donde Portugal ejercía alguna autoridad, cobrando el mussoco, instituido y cobrado por los prazeiros. Esto, a pesar de que en 1854 el gobierno portugués había abolido los prazos (por segunda vez, la primera había sido en 1832). Otros decretos del mismo año abolieron la esclavitud (oficialmente, puesto que los ahora libertos eran llevados a la fuerza para las islas francesas del océano Índico (Mauricio) o isla Borbón y Reunión, con el estatuto de contratados) y el impuesto individual, sustituyéndolo por el impuesto de palhota, una especie de contribución predial.

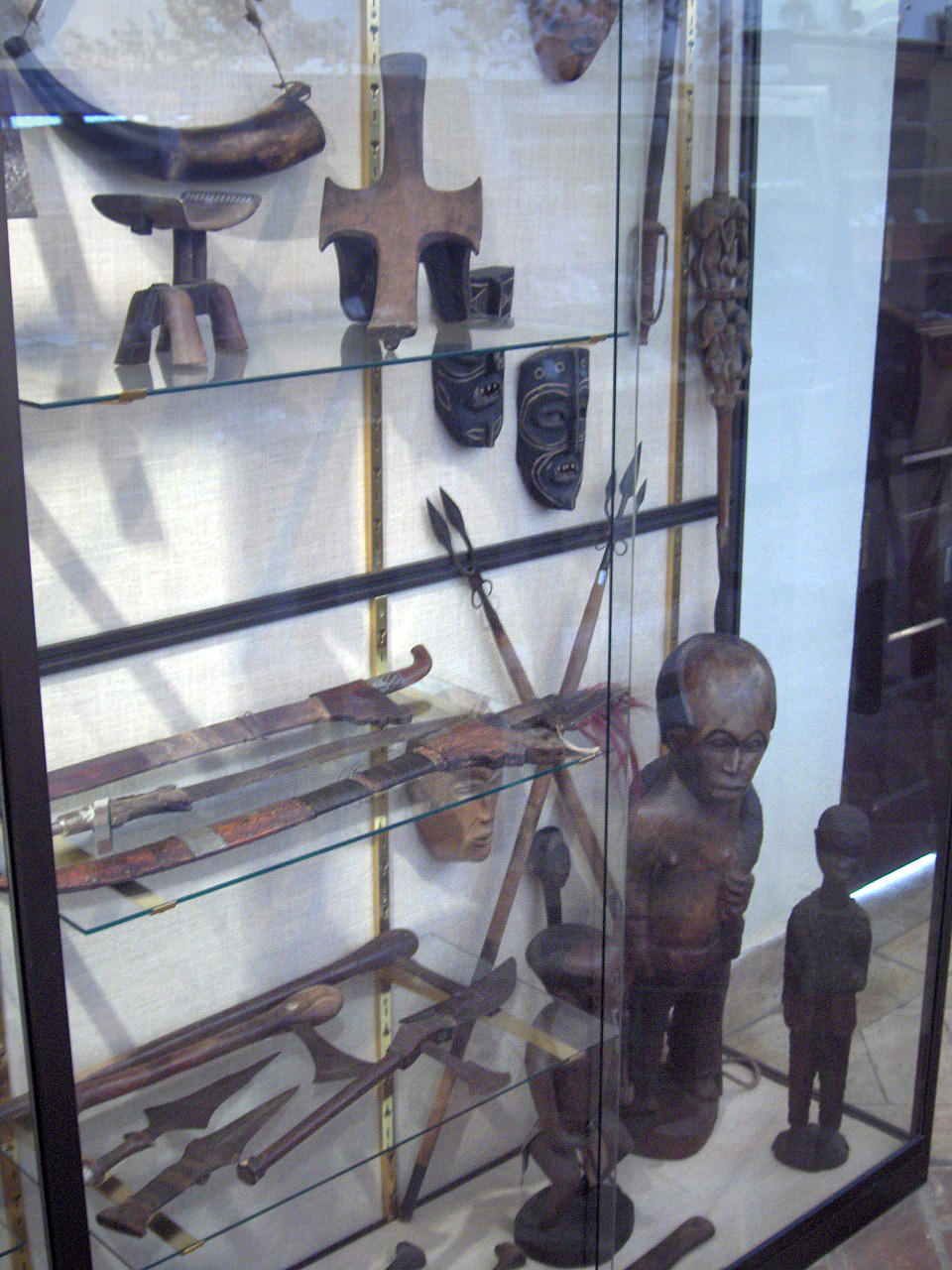
Esculturas y objetos en el Museo Regional de Algarve, en Lagos.

Sobre la ribera derecha del río Zambezi y en el margen izquierdo de la actual provincia de Tete, los prazos comenzaron a ser atacados en 1830 por los nguni que huían durante el mfecane, pero aparentemente los prazos de Zambezia escaparon a esa suerte. No obstante, pese a ser resucitados por António Enes, el gran ideólogo del colonialismo post-esclavitud, no resistieron al capital de las grandes compañías. Después de ser engullidos por estas, vieron a la administración colonial organizarse finalmente –ya en la segunda mitad del siglo XIX- y utilizar su estructura feudal, también transformando los “xicundas” en cipayos, para someter a los pueblos de la región.
Alrededor de 1870, comenzaron a establecerse en Quelimane varias compañías europeas, ya no interesadas en esclavo, ni en el marfil, pero sí en los aceites vegetales, el maní, el ajonjolí y la copra —muy demandadas en las industrias recién creadas de aceite alimenticio, jabones y otras—. Al principio, comercializando con los prazeiros, induciéndolos a forzar a sus campesinos a cultivar estos productos. Ejemplos de esas compañías son la Fabre e Hijos, y la Régie Ainé, ambas con sede en Marsella, la Oost Afrikaansch Handelshuis, holandesa, y la Compañía Africana de Lisboa. La Oost llegó a abrir en Sena una sucursal para incentivar en esa región la producción de maní.
Pero la agricultura familiar no producía las cantidades deseadas, era necesario organizar plantaciones. Es en ese momento en el que el gobernador de la provincia ultramarina, Augusto de Castilho, cuya administración estaba deseosa de tener una base tributaria para mantener la ocupación del territorio, emite en 1886 una circular provincial regulando el cobro del mussoco en los prazos (que habían sido abolidos por tercera vez seis años antes), que incluía la obligación de los hombres capaces de pagar aquel impuesto, ya sea en productos, o en trabajo; es de esta forma que comienzan a organizarse las grandes plantaciones de cocoteros y, más tarde, de sisal y caña de azúcar.
En 1890 el futuro "comisario" real António Enes decreta, en una revisión del Código de Trabajo Rural de 1875 (que establecía apenas la obligación “moral” de los colonos (léase campesinos indígenas) de producir bienes para la comercialización), que el campesino ya no tiene la opción de pagar el mussoco en especies. "El arrendatario (de los prazos) queda debe cobrarse a los colonos en trabajo rural, por lo menos la mitad de la capitación de ochocientos reales, pagando ese trabajo a los adultos en razón de cuatrocientos reales por semana y a los menores en razón de doscientso (sic.) reales”.
Ese decreto suponía aún para los prazeiros la ocupación de las tierras arrendadas y el pago a la autoridad colonial del respectivo canon. Pero los prazeiros no habían conseguido convertir su actividad de simples proveedores de esclavos o de pequeñas cantidades de productos en la de organizaciones de plantaciones, no solo por falta de preparación (o de vocación), sino también por falta de capital; como resultado, se vieron obligados a subarrendar o vender sus prazos, terminando así la fase feudal de esta parte de Mozambique.

### Los Estados Ajaua
En la rica meseta del Niassa, se establecieron los bantú ajaua, agricultores y cazadores, pero también comerciantes que, en el siglo XVIII, ya islamizados, contribuirían al tráfico de esclavos. En el siglo XIX esta población se expandió para el oeste (incluyendo Malaui) y organizó estados poderosos en el altiplano, entre los cuales están Mataca, Mutarica, Mukanjila y Jalassi. Estos estados solo fueron dominados por los portugueses a través de la Compañía de Niassa.

El Estado de Gaza fue fundado por Sochangane (también conocido como Manicusse, 1821-1858) como resultado del Mfecane, un gran conflicto desencadenado entre los zulúes en consecuencia del asesinato de Chaca (o Shaka) en 1828, que culminó con la invasión de grandes áreas de África Austral por ejércitos Nguni. El imperio de Gaza, en su apogeo, abarcaba toda el área costera entre los ríos Zambezi y Maputo y tenía su capital en Manjacaze, en la actual provincia mozambiqueña de Gaza.
El rey de Gaza dominó a los reyes Tonga (posiblemente el mismo que Tsonga, de la lenguaChiTshonga, la lengua actualmente dominante en la región sur de Mozambique) a través de los miembros de su linaje, los Nguni, comerciando el marfil que recibía como tributo, con los portugueses establecidos en la costa (principalmente en Lourenço Marques e Inhambane).
Aparentemente, Sochangane no comerciaba esclavos —sus guerreros eran principalmente de su propio linaje—, ni devolvía a los portugueses los esclavos que huían hacia su cuidado.
A su muerte le sucedió su hijo Mawawe, que decidió en 1859 atacar a sus hermanos para ganar más poder. Solo un hermano, Mzila (o Muzila) consiguió huir a Transvaal, donde organizó un ejército para atacar a su hermano. La guerra duró hasta 1864 y mientras, la capital del reino se trasladó del valle del río Limpopo para Mossurize, al norte del río Save, en la actual provincia mozambiqueña de Manica.
Fue en Moussurize que, en 1884 ascendió al trono Nguni, Ngungunhane, hijo de Muzila. Ngungunhane regresó a Manjacaze en 1889, posiblemente presionado por los explotadores de oro de Manica y la falta de apoyo local. En Gaza, Ngungunhane continuó la política de su padre de asimilación de los reinos locales, los “Tonga” y de resistencia a la dominación portuguesa, pero esa resistencia no duró más de seis años. Ngungunhane fue preso y Ganza finalmente sometida a la administración colonial.

### Los estados islámicos de la costa
A partir del siglo XX los mercaderes árabes que pedían las costas de Sofala fueron difundiendo el islam entre las poblaciones costeras, pero fue apenas después de la instalación en Zanzíbar del xeicado (dominio de un jeque) dependiente del sultanato de Omán en el siglo XVII, que comenzaron a estructurarse pequeños estados de organización islámica.
En la provincia de Nampula, al norte de Mozambique, se formaron el “Xeicado de Quitangonha”, el “Reino de Sancul”, el “Xeicado de Sangage” y el “Sultanato de Angoche”.

### Las compañíasmajestáticas
En 1878, Portugal decide hacer la concesión de grandes parcelas del territorio de Mozambique a compañías privadas que pasaron a explotar la colonia, las compañías majestáticas, así llamadas porque tenían derechos casi soberanos sobre esas parcelas de territorio y sus habitantes. Las principales fueron la Compañía del Niassa y la Compañía de Mozambique.
Como Portugal había sido obligado a ilegalizar el comercio de esclavos en 1842, aunque se cubrió los ojos ante el comercio clandestino, y como no tenía condiciones para administrar todo el territorio, dio a estas compañías poderes para instituir y cobrar impuestos. Fue en esa época en que fue introducido el impuesto de palhota, es decir, la obligatoriedad de cada familia de pagar un impuesto en dinero; como la población nativa no estaba habituada a los cambios en dinero, eran obligados a trabajar bajo pena de prisión —el trabajo forzado, llamado en Mozambique chibalo—, más tarde, las familias nativas fueron obligadas a cultivar productos de rendimiento, como algodón o tabaco, que eran comercializados por aquellas compañías.

### La administración colonial portuguesa
Hasta finales del siglo XIX, la presencia oficial portuguesa en Mozambique se limitaba a unas pocas capitanía a lo largo de la costa. Portugal, bien establecido en Goa, de donde venían directamente las órdenes relativas a Mozambique, consideraba que los comerciantes que se iban estableciendo en el interior del territorio formasen el sustrato para una administración más efectiva. En aquella época lo fundamental era el control del comercio, primero del oro, en los siglos XVI y XVII, después del marfil y de los esclavos. No obstante, la administración colonial no conseguía siquiera cobrar los impuestos relativos a ese comercio.

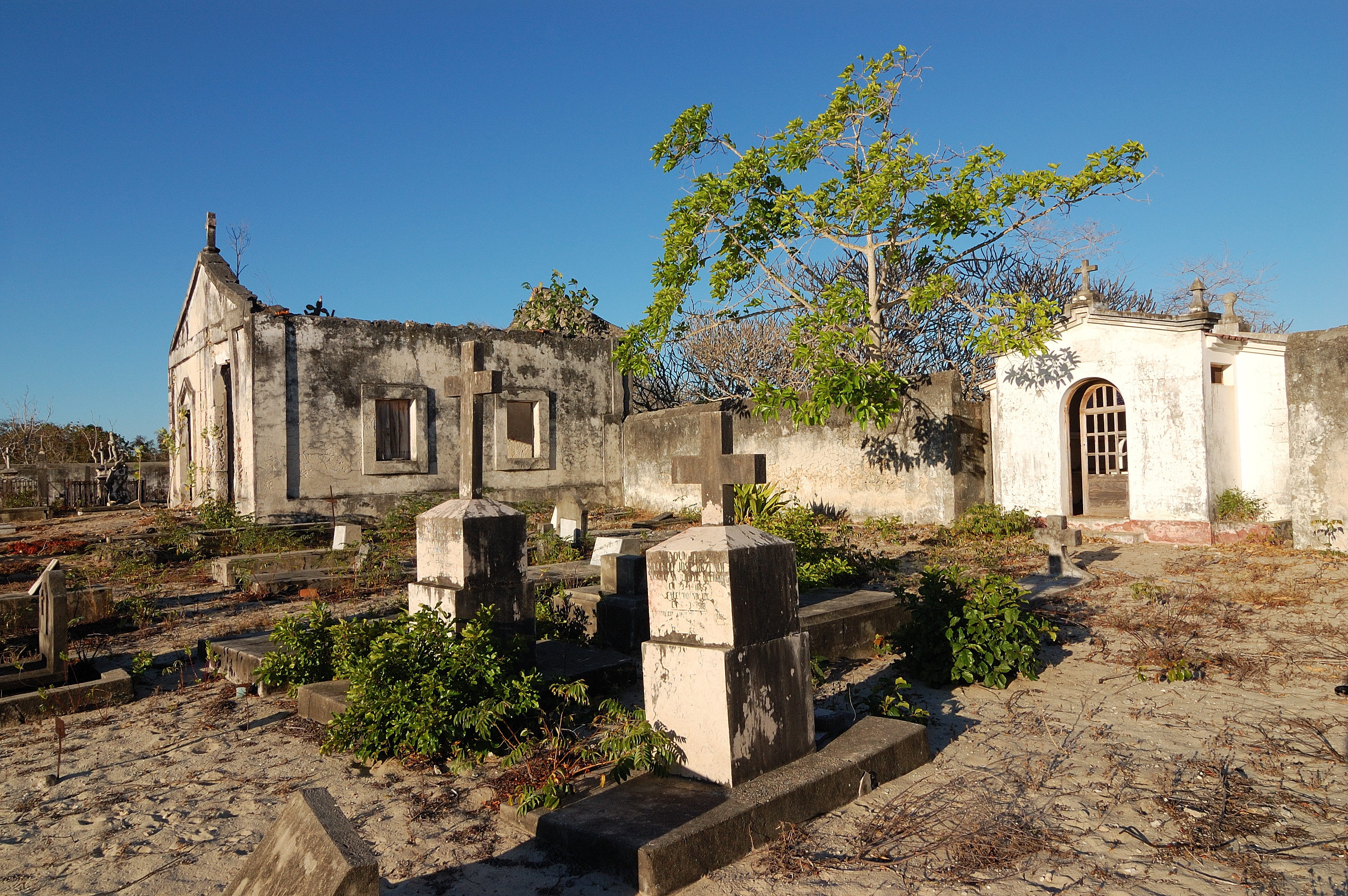
Capilla en Cabo Delgado, herencia de la administración colonial portuguesa.

Sin embargo, en 1686 el virrey portugués bautizaba en Diu la “Compañía de los Mazanes” formada por ricos comerciantes indios, a la que fueron dados privilegios en el comercio entre aquel territorio y Mozambique. Bajo el amparo de esta compañía, comenzaron a establecerse en Mozambique decenas de comerciantes indios, sus familias y empleados. A pesar de las buenas relaciones entre los indios y los gobernantes coloniales, la situación financiera de la colonia no mejoró.
En 1752, frente a la decadencia de la isla de Mozambique, el gobierno del marqués de Pombal decidió retirar la colonia africana de la dependencia del virrey del Estado de la India y nombrar un gobernador general que pasó a habitar el palacio de los Capitanes Generales, confiscado a los jesuitas.
Solo después de la visita del emisario real, António Enes, en 1895 y de los acuerdos con Transvaal para la edificación de la línea férrea, el gobierno colonial decidió trasladar la capital de la provincia para Lourenço Marques, y junto con la estampida de compañías majestáticas, organizar una administración efectiva de Mozambique. Esa administración, que fue iniciada en el entonces distrito de Lourenço Marques (que comprendía las actuales provincias de Maputo y Gaza) tenía la forma de circunscripciones indígenas, cuyos administradores tenían igualmente las funciones de jueces. Eran coadyuvados por regidores dentro de los regimientos en que las circunscripciones se dividían, siendo estos miembros de la aristocracia africana (por ende, aceptados por las poblaciones) que entonces colaboraban con el gobierno colonial; sus principales funciones eran cobrar el impuesto de palhota y organizar la mano de obra para las minas de Rand y para las necesidades de la administración.
Con la abolición de la esclavitud por decreto real en 1875, y su factual declinación diez años después; el gobierno colonial se vio obligado a transformar a Mozambique, una colonia de extracción de recursos naturales, en un territorio que debía producir suficientes bienes para su consumo y para la exportación hacia la metrópolis. Esa fue la motivación principal para el establecimiento de una administración efectiva, aunque también pesasen las presiones internacionales consecuentes de la Conferencia de Berlín y de las pretensiones territoriales de los británicos y holandeses.

### La ocupación militar de Nampula

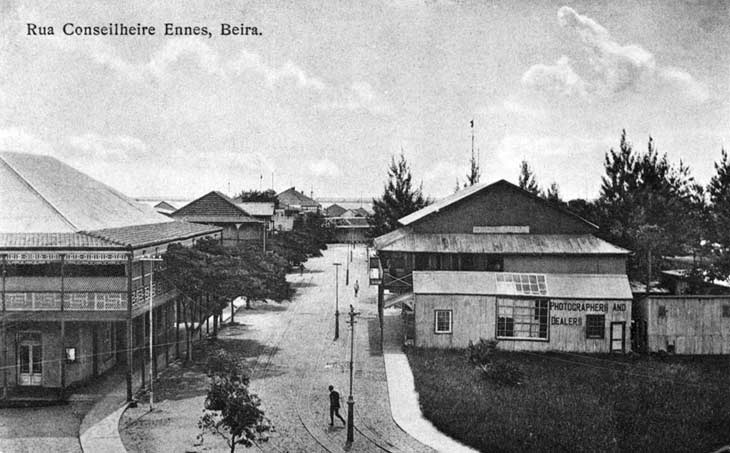
Beira, en 1905.

Los estados islámicos de la costa (Xeicado de Quitangonha, Reino de Sancul, Xeicado de Sangage y el Sultanato de Angoche), aliados con los pequeños reinos macuas del interior lograron resistir a la dominación portuguesa hasta el fin del siglo XIX. Con una técnica que en aquella época era considerada de guerrillas.
Después de muchas tentativas, en 1905 los portugueses implementaron una nueva táctica, enviando grandes columnas militares desde la isla de Mozambique y Mossuril, que avanzando a lo largo de los ríos, sometiendo a los jefes macuas. En las localidades donde conseguían la colaboración de estos, organizaron circunscripciones con una administración incipiente, más efectiva; donde consiguieron dividir el territorio y sus poblaciones, incentivando las rivalidades entre sí y con los estados islámicos, que acabaron por entrar en decadencia y fueron finalmente subyugados a la administración colonial.

### La resistencia a la ocupación en el sur
En 1885 (año de la Conferencia de Berlín, del reparto de África), la autoridad colonial portuguesa en el sur de Mozambique se confinaba a Lourenço Marques pero, con el inicio de la explotación de minas de oro de Transvaal en el año siguiente, y el consecuente aumento de tráfico en aquel puerto, los portugueses decidieron finalmente organizar el control de las poblaciones de esta región. Estas constituían un mercado, no sólo para los productos exportados de Portugal (en particular las bebidas alcohólicas), sino también mano de obra para las minas sudafricanas. Podrían entonces evitar esa movilización, y así contar con ella para la construcción del ferrocarril que uniría Trasnvaal al puerto de Lourenço Marques.
Al año siguiente fue nombrado un comisario-residente para gaza, que fue promovido a intendente general en 1889 con la transferencia de Ngungunhane de Mossuirze para Manjacaze, en 1888, fue establecido un puesto militar cerca de Marracuene y, en 1890 fue nombrado un comisario-residente para Lourenço Marques. Sin embargo, en 1888 las autoridades coloniales reavivaron los Términos de Vasallaje con los reinos de la región.
Pero estas medidas no fueron suficientes ni para cobrar el impuesto de palhota (contribución por familia, claro en los términos vasallaje fijado en aquella época en 340 reales), ni para asegurar el reclutamiento de mano de obra, una vez que el trabajo en las minas sudafricanas rendía seis veces más de lo que los concesionarios del ferrocarril pagaban. En 1892, el gobierno de Lisboa envió a Mozambique a António Enes como comisario real, para evaluar las condiciones económicas de la provincia, y en el mismo año los portugueses consiguieron realizar un cobro masivo del impuesto, amenazando a los indígenas de ver sus palhotas quemadas si no pagaban.
En 1891, Ngungunhane firmó con Cecil Rhodes un acuerdo relativo a derechos sobre la explotación de minerales en sus tierras a favor de la Compañía Británica Sudafricana a cambio de un pago anual de cerca de 500 libras. Era claro para los portugueses que sólo una acción militar podía forzar el arraigo de la autoridad colonial en la región. Esta acción, conocida en el momento como Campaña de Pacificación, fue desencadenada por el rechazo de Mahazula Magaia, un jefe tradicional de la región de Marracuene, a aceptar la decisión del Comisario-Residente sobre una disputa de tierras. La cuestión llegó a vías de hecho cuando la guarnición militar portuguesa fue forzada a huir hacia Lourenço Marques, perseguida por los ejércitos de Magaia, Zihlahla y Moamba, que cercaron la ciudad entre octubre y noviembre de 1894.

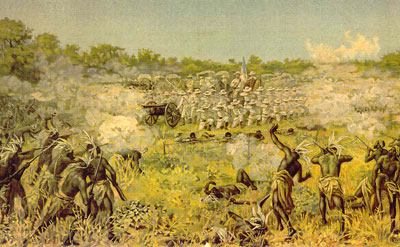
Escena de la batalla de Coolela el 7 de noviembre de 1895.

António Enes organizó sus tropas y en el día de 2 de febrero de 1895 persiguió y derrotó (aunque con dificultad y terribles bajas) a los atacantes en Marracuene. Este día sigue siendo celebrado en aquella localidad con una ceremonia llamada Gwaza Muthine. Los jefes rebeldes se refugiaron en Gaza, bajo la protección de Ngungunhane. Después de varios intentos de negociación con el rey de Gaza, pidiendo la extradición de aquellos jefes, los portugueses resolvieron atacar de nuevo. El 8 de septiembre se trabó la batalla de Magul, donde se encontraba Zihlahla y, el 7 de noviembre otra columna proveniente de Inhambane se enfrentó al ejército de Ngungunhane en la batalla de Coolela, cerca de su capital. En diciembre, Mouzinho de Alburquerque sitió Chaimite y tomó al emperador, que allí se había refugiado, enviándolo después a las Azores, donde murió.
El ejército de Ngungunhane resistió a la autoridad colonial bajo el liderazgo de Maguiguane Cossa, que no fue derrotado hasta el 21 de julio de 1897 en Macontene (a 10 kilómetros de Chibuto). Con esta victoria la autoridad colonial fue finalmente establecida en el sur de Mozambique.

### Compañía del Niassa y la ocupación de Cabo Delgado y Niassa
La Compañía del Niassa fue estatuida por licencia real de 1890, con poderes para administrar las actuales provincias de Cabo Delgado y Niassa, desde el río Rovuma al río Lúrio y del océano Índico al lago Niassa, en una extensión de más de ciento sesenta mil kilómetros cuadrados. Con el apoyo de un pequeño ejército provisto por la administración colonial, formado por trescientos soldados regulares, esto es portugueses, y dos mil ochocientos cipayos; la Compañía intentó ocupar militarmente el territorio a partir de 1899. Tuvo éxito inmediato en la conquista de las tierras del Jefe Mataca que había abandonado su sede, lográndose asegurar una posición militar en Metarica, en Niassa. En 1900 y 1902 tomó Messumba y Metangula, en las márgenes del lago Niassa.
Durante la Primera Guerra Mundial el territorio de la Compañía fue escenario de varias operaciones de resistencia por parte de los jefes locales e invadido por los alemanes. Para resistir a esa invasión, se construyó una carretera de más de 300 km entre Mocímboa del Rovuma y Porto Amélia (actual Pemba), lo que significó la ocupación efectiva de la meseta de Mueda; no obstante, solo en 1920 la Compañía consiguió asegurar esa ocupación, después de varias operaciones militares contra los macondes, fuertemente armados. Esta tribu fue una de las primeras y principales apoyos en la Lucha Armada de la Liberación Nacional.
En 1929 se disolvió la Compañía del Niassa, pasando el territorio a la administración directa del gobierno colonial. Sin embargo, las estructuras administrativas en la forma de circunscripciones y regimientos, aseguradas por agentes del Estado, ya habían sido implantadas en gran parte del territorio.

### Política colonial entre 1900 y 1930

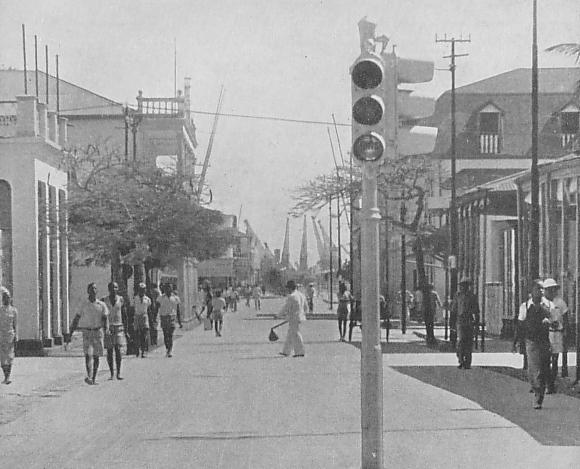
Beira en los años 1930.

Con la derrota militar de los jefes locales, el gobierno de la provincia finalmente puede organizar la administración del territorio, con la institución del Regimiento. El gobierno reclutaba miembros de la aristocracia indígena como regidores, encargados de la captación del impuesto de palhota, del reclutamiento de trabajadores para la administración y de la prohibición de la venta de cualquier bebida alcohólica que no fuese proveniente de Portugal.
Ante la imposibilidad de impedir la migración de trabajadores para las minas sudafricanas, firmó un acuerdo, primero con la República Sudafricana, y cuando esta fue sometida por los británicos, con la respectiva autoridad, regulando el trabajo migratorio y asegurando el tráfico a través del puerto de Lourenço Marques. En el primer acuerdo, el gobierno de la Provincia recibía una tarifa por cada trabajador reclutado, más tarde, el acuerdo incluía la retención de la mitad del salario de los mineros, que era pagado a la colonia en oro, siendo el importe respectivo entregado a los mineros a su regreso en moneda local.

## SigloXX

Bandera de Mozambique desde 1975 a 1983.

A principios del siglo XX, los portugueses habían cambiado la administración de Mozambique muchas veces a grandes compañías privadas, controladas y financiadas mayormente por los británicos, los cuales establecieron líneas ferroviarias a los países vecinos y proporcionaban a menudo mano de obra barata africana para las minas y plantaciones de las cercanas colonias británicas y Sudáfrica. Las políticas fueron diseñadas para beneficiar a los colonos blancos y a la patria portuguesa, lo que causó una poca atención a la integración nacional de Mozambique, su infraestructura económica, o las habilidades de su población.
Después de la Segunda Guerra Mundial, mientras muchas naciones europeas estaban concediendo la independencia a sus colonias, Portugal creyó en el concepto de que Mozambique y otras posesiones portuguesas eran provincias de ultramar de la madre patria, y la emigración hacia las colonias aumentó. La población portuguesa de Mozambique en el momento de la independencia era alrededor de 250 000 habitantes. La carrera por la independencia de Mozambique se desarrolló rápidamente, y en 1962 varios grupos políticos anticoloniales formaron el Frente para la Liberación de Mozambique (FRELIMO), el cual inició una campaña armada contra el gobierno colonial portugués en septiembre de 1964.

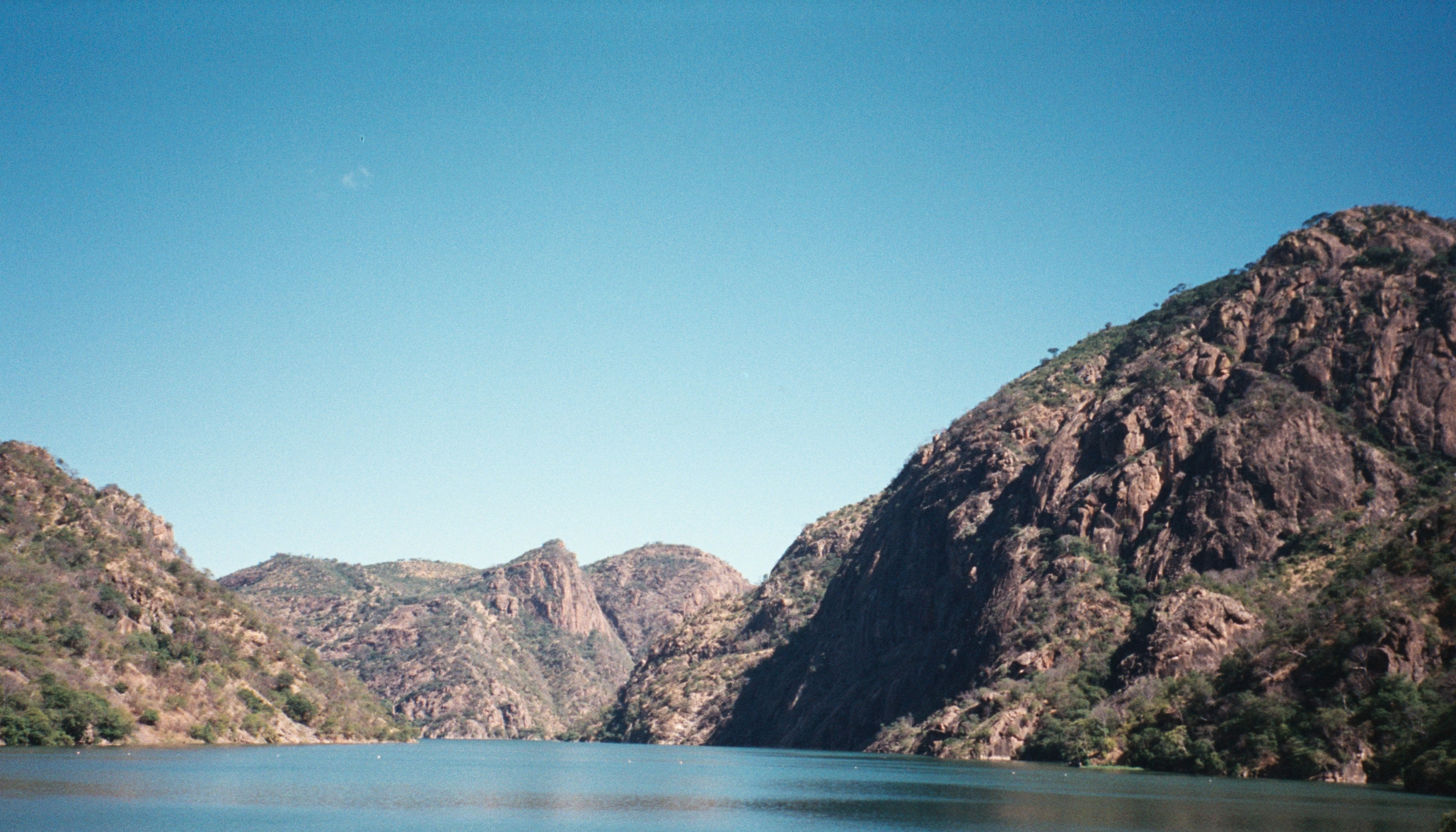
Presa de Cahora Bassa.

Después de una década de guerra esporádica y el cambio democrático en Portugal tras la Revolución de los Claveles (parcialmente originado por la guerra en Angola y Mozambique), se inician negociaciones con el FRELIMO que culminaron a primeros de septiembre de 1974 en los acuerdos de Lusaka por los que se creaba un gobierno interino con dos tercios integrado por el grupo guerrillero y el resto técnicos portugueses. El día 8 se produjo un intento de golpe de Estado de los colonos, que pretendieron formar un gobierno multiracial sin el FRELIMO. Al solo tener éxito en la capital, fue un fracaso. Su fracaso junto algunos sangrientos enfrentamientos interraciales con decenas de muertos, aceleró la huida de los colonizadores portugueses y un año después casi la práctica totalidad habían abandonado Mozambique (algunos expulsados o huidos por miedo) y el 25 de junio de 1975 Mozambique alcanza su independencia.
Los últimos treinta años de la historia de Mozambique han reflejado los desarrollos políticos en cualquier parte del siglo XX. Seguido del golpe de abril de 1974 en Lisboa, el colonialismo portugués colapsó. En Mozambique, la decisión militar de retirarse ocurrió dentro del contexto de una década de lucha anticolonial, al principio liderada por Eduardo Mondlane, educado en Estados Unidos, quien fue asesinado en 1969. Cuando la independencia fue alcanzada en 1975, los líderes de la campaña militar del FRELIMO establecieron rápidamente un estado unipartidista aliado al bloque soviético y proscribió la actividad política rival. FRELIMO eliminó el pluralismo político, las instituciones educacionales religiosas y el rol de las autoridades tradicionales.
El nuevo gobierno dio refugio y apoyo a los movimientos de liberación sudafricana (ANC) y de Zimbabue (ZANU) mientras los gobiernos de Rodesia y más tarde el apartheid de Sudáfrica adoptaron y financiaron un movimiento rebelde armado en Mozambique central llamada la Resistencia Nacional Mozambiqueña (RENAMO). La guerra civil, sabotaje de estados vecinos y el colapso económico caracterizaron la primera década de independencia mozambiqueña. Marcaron también este periodo el éxodo masivo de ciudadanos portugueses, infraestructura débil, nacionalización y mal manejo económico. Durante la mayor parte de la guerra civil, el gobierno fue incapaz de ejercitar un control efectivo fuera de las áreas urbanas, muchas de ellas fueron cortadas de la capital. 1 millón de mozambiqueños perecieron durante la guerra civil, 1,7 millones se refugiaron en estados vecinos, y varios millones más fueron indispuestos internamente. En el tercer congreso del partido FRELIMO en 1983, el presidente Samora Machel concedió el fracaso del socialismo y la necesidad de mayores reformas políticas y económicas. Murió junto con varios consejeros, en un sospechoso accidente de aviación en 1986.
Su sucesor, Joaquim Chissano, continuó las reformas y comenzaron las conversaciones de paz con la RENAMO. La nueva constitución redactada en 1990 proporcionada para un sistema político multipartidista, economía basada en el mercado y elecciones libres. La guerra civil terminó en octubre de 1992 con los Acuerdos Generales de Paz de Roma. Bajo la supervisión de las fuerzas de paz de las Naciones Unidas, la paz retornó a Mozambique.
A mediados de 1995, los más de 1,7 millones de refugiados mozambiqueños que habían buscado asilo en las vecinas Malaui, Zimbabue, Suazilandia, Zambia, Tanzania, y Sudáfrica como resultado de la guerra y sequía que habían vuelto, como parte de la más grande repatriación presenciada en el África subsahariana. Además, un número estimado de cuatro millones de indispuestos internos regresaron a sus áreas de origen.

## Año 2000 hasta la actualidad
A principios de 2000, un ciclón provocó inundaciones generalizadas en el país, matando a cientos y devastando la infraestructura ya precaria. Existían sospechas generalizadas de que los poderosos líderes del FRELIMO habían desviado los recursos de la ayuda exterior. Carlos Cardoso, un periodista que investigaba estas denuncias, fue asesinado pero su muerte no fue explicada satisfactoriamente.
Al indicar en 2001 que no se postularía para un tercer mandato, Chissano criticó a los líderes que permanecieron en el cargo más tiempo que él, lo que generalmente se consideraba una referencia al presidente de Zambia, Frederick Chiluba, quien en ese momento estaba considerando un tercer mandato, y al presidente de Zimbabue, Robert Mugabe, entonces en su cuarto mandato. Las elecciones presidenciales y de la Asamblea Nacional se llevaron a cabo el 1 y 2 de diciembre de 2004. El candidato del FRELIMO, Armando Guebuza, ganó con el 64% del voto popular. Su oponente, Afonso Dhlakama de RENAMO, recibió el 32% del voto popular. FRELIMO obtuvo 160 escaños en el Parlamento. Una coalición de RENAMO y varios partidos pequeños ganó los 90 escaños restantes. Armando Guebuza asumió como presidente de Mozambique el 2 de febrero de 2005.
Gran parte de la recuperación económica que siguió al final de la Guerra Civil de Mozambique (1977-1992) fue liderada por inversores y turistas de la vecina Sudáfrica y del este de Asia. Varios ciudadanos portugueses que regresaron también han invertido en el país, así como algunas organizaciones italianas. El carbón y el gas han crecido hasta convertirse en grandes sectores. El ingreso per cápita se triplicó durante veinte años desde la guerra civil.
Mozambique fue declarado libre de minas terrestres en 2015, luego de un esfuerzo de 22 años para retirar los artefactos explosivos colocados durante la Guerra de Independencia y la Guerra Civil.
En octubre de 2019, el presidente Filipe Nyusi fue reelegido tras una victoria aplastante en las elecciones generales. Frelimo obtuvo 184 escaños, Renamo obtuvo 60 escaños y el partido MDM recibió los seis restantes en la Asamblea Nacional. La oposición no aceptó los resultados por denuncias de fraude e irregularidades. Frelimo obtuvo una mayoría de dos tercios en el parlamento, lo que permitió a Frelimo reajustar la constitución sin necesidad del acuerdo de la oposición.
El candidato del gobernante FRELIMO, Filipe Nyusi, ha sido presidente de Mozambique desde enero de 2015 después de ganar las elecciones en octubre de 2014 y el 2019.